# Юй Хунлян
Юй Хунлян, (кит. упр. 于洪亮, пиньинь Yú Hóngliàng,  род. октябрь 1927 года) — китайский дипломат, в́ 1987—1991 годах посол в СССР.

## Биография
Родился в 1927 году в провинции Шаньдун.
В юном возрасте примкнул к партизанам, участник антияпонской войны с 1938 г..
Окончил Пекинский дипломатический институт. Член ЦК КПК в 1973—1982 гг.
- 1961—1970 — второй, затем первый секретарь посольства КНР в СССР
- 1973—1978 — заместитель заведующего, в 1978—1983 — заведующий отделом Советского Союза и стран Восточной Европы МИД КНР.
- Апрель 1983 — март 1985 — посол в Польше
- Апрель 1985 — июль 1987 — посол в Румынии
- Сентябрь 1987 — ноябрь 1991 — посол в СССР.